# Bodenheim (Noordrijn-Westfalen)
Bodenheim is een plaats in de Duitse gemeente Weilerswist, deelstaat Noordrijn-Westfalen.